# AVRE

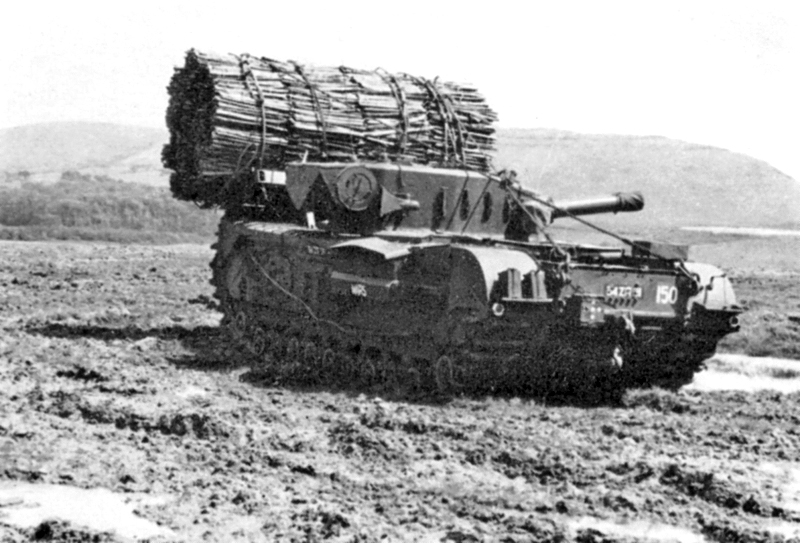
틸트형 요람에 파신을 실은 처칠 AVRE. 이 특정 차량은 제2차 세계 대전 이후의 Mk VII 차체를 기반으로 한 AVRE이다.

왕립 공병 기갑차량(Armoured Vehicle Royal Engineers, AVRE)은 왕립 공병 돌격 차량(Assault Vehicle Royal Engineers)으로도 알려져 있으며, 최전선 전장 작전 중 공병을 보호하기 위해 왕립 공병대(RE)가 운용하는 일련의 군용 공병 차량에 부여된 명칭이다.
공병을 보호하는 것 외에도, 이 차량들은 다양한 공병 목적을 위한 이동식 플랫폼이 되어, 철거를 위한 대구경 무기를 장착하고, 공병 보급품, 지뢰 제거 폭약, 다양한 전개 가능한 도로, 그리고 관련 장갑 램프 운반차("ARK") 차량이 극복할 수 없는 간극을 위한 개조된 공병 교량을 운반했다.

## 개발 역사
1942년 8월 디에프 기습 실패의 주요 원인 중 하나는 공병들의 극도로 높은 사상률이었다. 공병들은 해변에서 전차를 이동시키고, 장애물을 파괴하며, 경사로를 건설하는 임무를 맡았다. 공격 중에 공병들은 폭약을 설치하는 동안 총격에 노출되기 쉬웠고, 방어군에게 우선적인 목표가 되었다. 경사로를 건설할 수 있는 지점까지 도달한 이들조차 침몰한 상륙정에서 많은 보급품을 잃었다. 전차가 해변을 떠날 수 없게 되자, 기습은 교착 상태에 빠져 실패했다.
기습 실패 후, 전차 설계부에 파견된 캐나다 왕립 공병대 장교 J.J. 데노반 중위는 돌격 작전 중 공병을 보호하기 위한 차량을 제안했다. 디에프에서의 경험을 바탕으로 개발이 시작되었다. 처칠, 셔먼, 램 전차를 사용하여 실험했다. 측면 문은 새로운 차량의 중요한 구성 요소가 되어, 공병들이 보호를 받으며 차량에서 내리고, 폭파 작업 중에는 다시 안으로 들어올 수 있게 했다. 1942년 10월, 처칠 전차를 기반으로 한 시제품이 주문되었다. 처칠 전차는 철거용 보급품을 위한 넓은 내부 공간과 측면 출입문이 있어 이상적임이 입증되었다. 내부 탄약 보관함, 포탑 바구니, 부조종수 좌석은 제거되고 수납 공간으로 대체되었다. 이를 통해 36입방 피트의 철거 보급품과 도구를 위한 공간이 확보되었다.

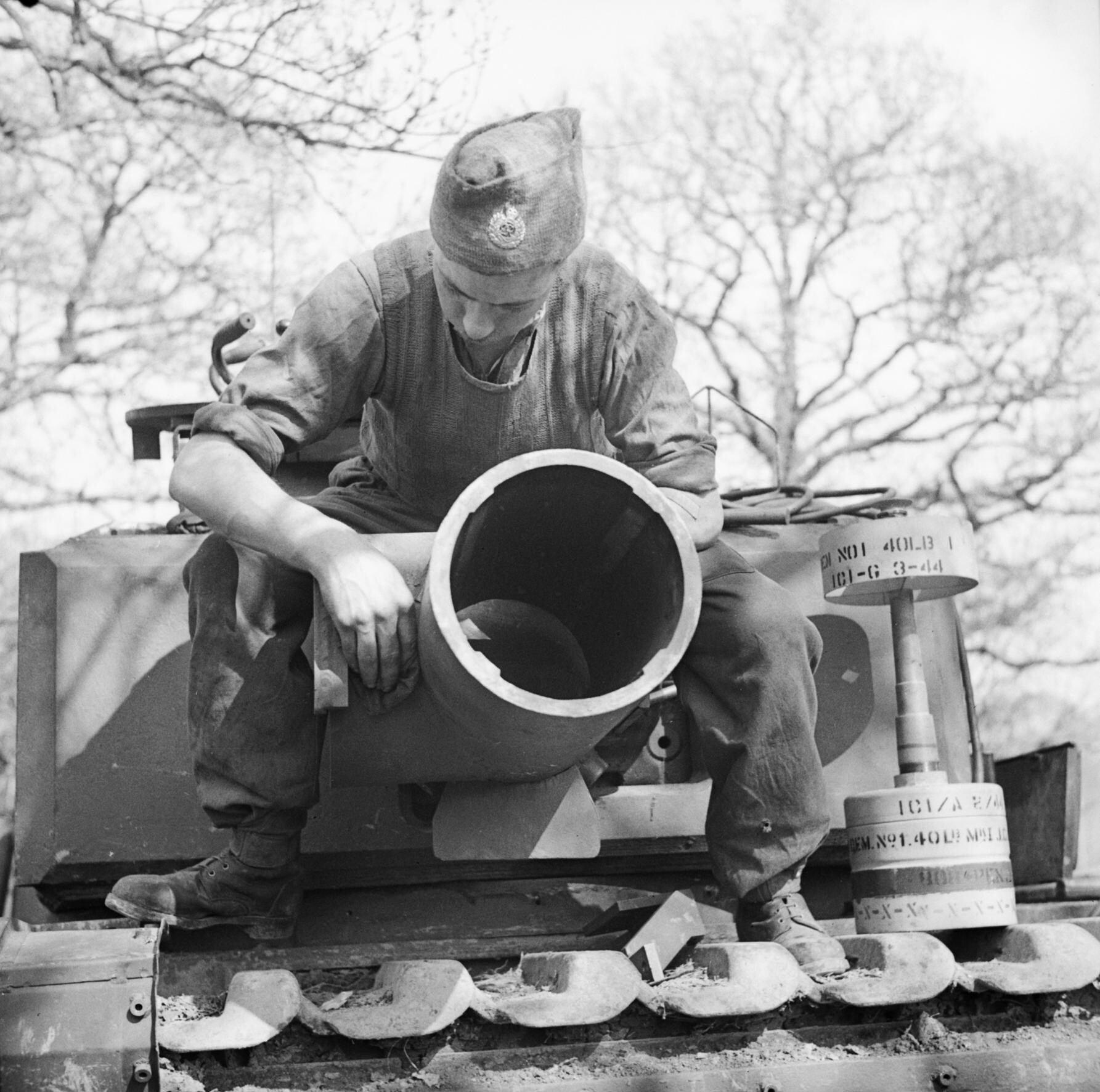
AVRE 230mm 페타드 스피곳 박격포와 그 탄약

처음에는 필요하지 않았던 포탑은 유지되어 스피곳 박격포를 장착하고 페타드 박격포를 발사할 수 있게 했다. 페타드 박격포는 "폭탄, 철거 번호 I"이라고 불리는 대형 철거 폭약을 발사하는 별개의 개발품이었으며, "날아다니는 쓰레기통"으로 알려졌다. 이 개발은 1942년 9월에 시작되었고 코비넌터 전차에 실험적으로 사용된 후 처칠 포탑과 결합되었다. 처칠 전차 내부에 충분한 공간이 있어, 철거용 보급품 외에도 여러 개의 "날아다니는 쓰레기통"을 운반할 수 있었다. 페타드 박격포는 차체 상부의 전방 조종수 해치 중 하나를 대체한 미닫이 덮개를 통해 재장전되었다.
이 차량은 함께 왕립 공병 돌격 차량으로 명명되었다. 1943년 내내 신형 차량의 시험이 진행되었다. 이 시기에는 "왕립 공병 기갑차량"으로 알려지지 않았다.
1944년에 처칠 III 및 IV 차량의 혼합 편대를 기반으로 생산이 시작되었다. 이 차량들은 왕립 공병대의 세 개 연대에 배정되어 새로운 제1 돌격 여단 왕립 공병대를 형성했으며, 이는 제79 기갑 사단의 일부였다. 이 차량들은 호바트의 장난감의 일부로서 다양한 개조 및 추가의 기반이 되었다.

## 명칭
AVRE 차량은 사용 기간 동안 여러 다른 이름으로 알려져 왔다.
D-Day 이전에 호바트의 장난감에 부여된 암호명의 의미에 대한 비밀 유지로 인해, 많은 사람들은 AVRE를 단순히 "공병 전차"라고 불렀으며, AVRE라는 이름이나 그 의미를 아는 사람은 거의 없었다. 이로 인해 복구 차량과 같은 다른 유형의 공병 전차와 혼동이 발생했다. 1943년 10월, 명칭의 모호성을 제거하고 모든 사용자에게 "왕립 공병 돌격 차량"이라는 이름을 정의하는 육군 훈련 메모가 발행되었다.
대부분의 문서는 계속해서 약어인 "AVRE"(복수형은 "A.Vs.R.E.")를 사용했다. 심지어 처칠 AVRE의 자체 설명서에도 A.V.R.E.가 무엇을 의미하는지 설명하지 않았다. 전체 형태의 사용이 드물어지면서 명칭에 혼란이 발생했다.
전쟁이 끝날 무렵, 제79 기갑 사단의 최종 보고서, 전차 설계부 기록, 그리고 제1 돌격 여단 왕립 공병대의 공식 역사 모두 "돌격 차량"이라는 용어를 사용했다. 그러나 제79 기갑 사단의 공식 역사에는 "왕립 공병 기갑 차량"이라고 명시되어 있었는데, 이는 급하게 인쇄되었음을 시사한다. 후자가 사단의 모든 구성원에게 제공되었기 때문에 "기갑 차량"이라는 용어가 상당한 견인력을 얻었다.
이 차량들은 계속해서 주로 약어인 "AVRE" 형태로 불린다. 드물게 정의될 경우, 처칠 VII AVRE와 센추리온 AVRE 모두 돌격 및 기갑 용어가 번갈아 사용되었으며, 후자의 기갑 용어가 더 흔해졌다. 치프틴 왕립 공병 기갑 차량이 도입되면서 명칭은 기갑 차량으로 정착되었다. "왕립 공병 기갑 차량"은 이후 수용된 용어가 되었으며, 대부분의 참고 자료에서 이전 차량에도 소급 적용되었다.
최근에는 트로잔에서 AVRE 명칭이 삭제된 것으로 보인다.

## 모델

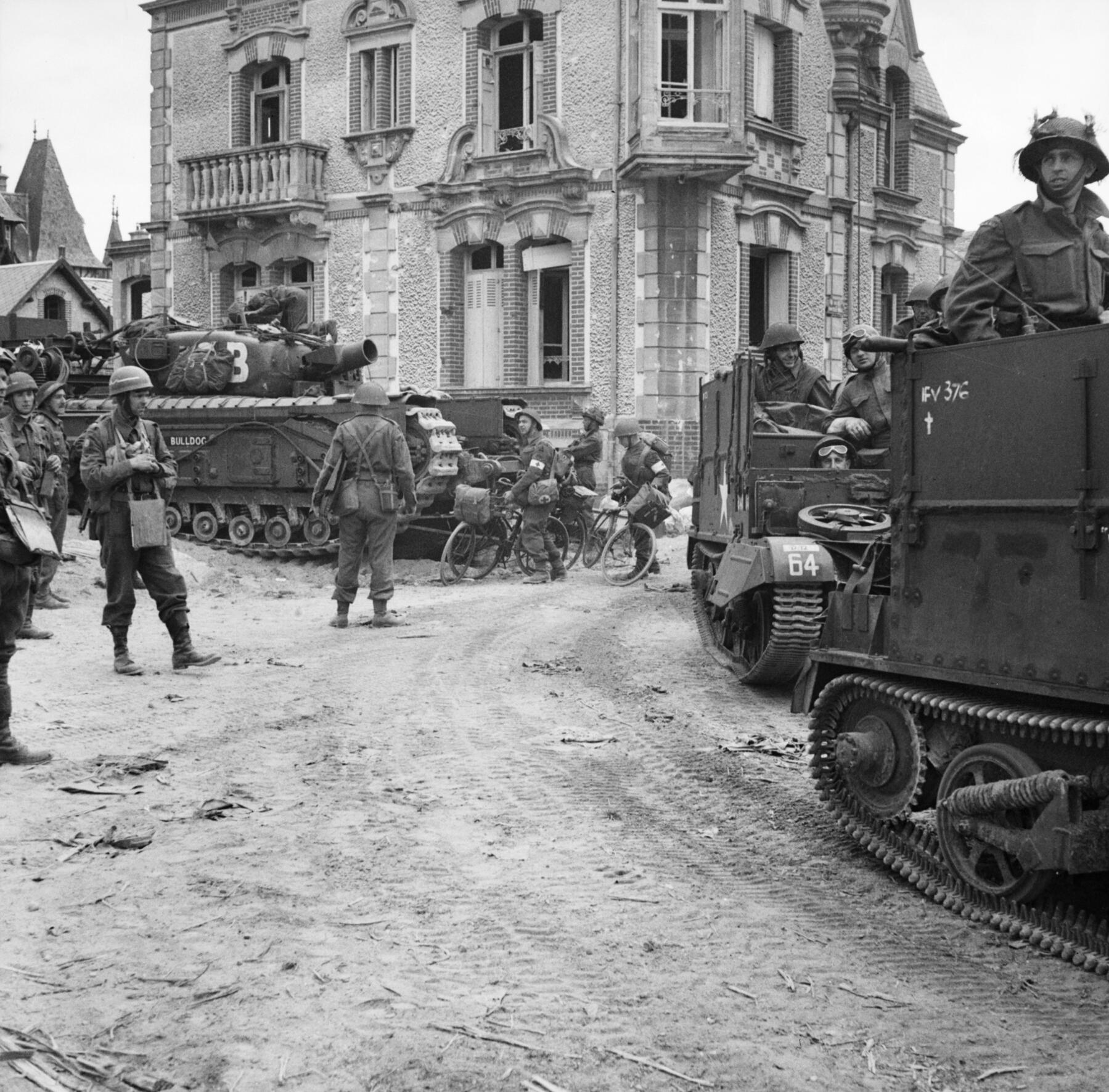
1944년 프랑스에 있는 처칠 IV AVRE

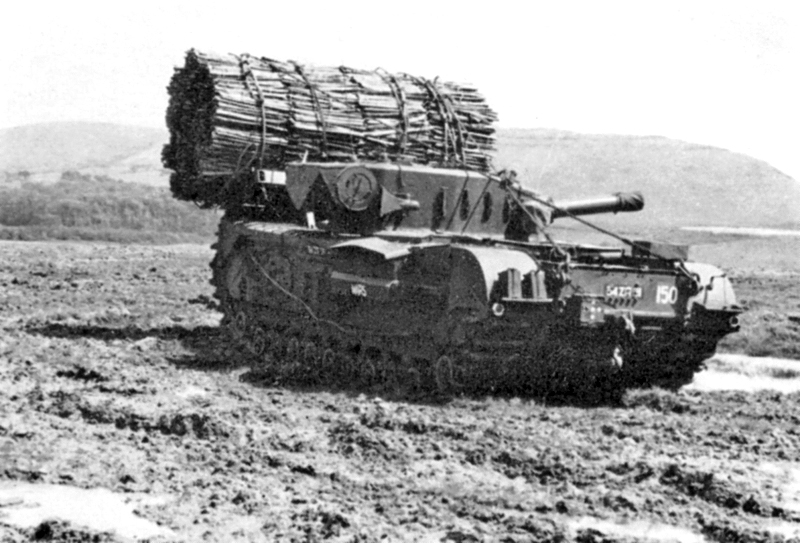
파신을 장착한 처칠 VII AVRE

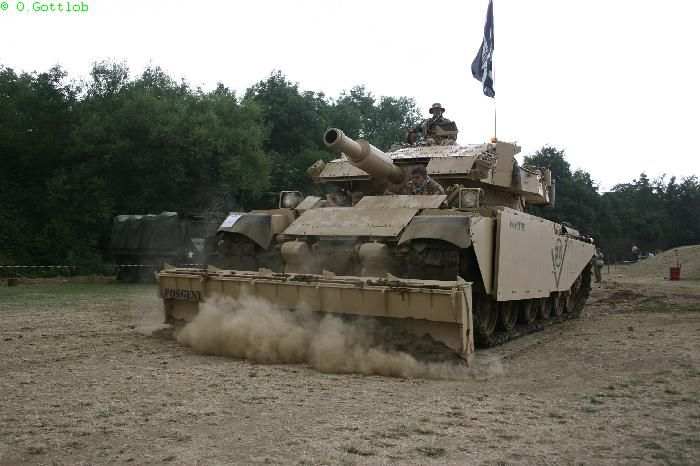
센추리온 AVRE

### 처칠 III 및 IV AVRE
처칠 AVRE는 처칠 III 또는 IV에 230mm 페타드 스피곳 박격포를 장착한 것으로, 공식 명칭은 박격포, 반동식, 스피곳, 290mm, Mk I 또는 II이다. 마운트는 Mk III의 용접 포탑과 Mk IV의 주조 포탑에 있는 6파운더 포를 대체했으며, 그 외에는 차량이 동일하다. 6파운더 포 마운팅은 개조되었으며, 6파운더 조준경을 유지했지만 "날아다니는 쓰레기통"의 유효 사거리는 최대 230 yd (210 m) 중 80 yd (73 m)에 불과했다.
승무원은 조종수, 전차장, 포수, 무선 통신병, 부조종수/기관총 사수에 더해 철거 부사관을 수용하기 위해 6명으로 늘어났다. 내부 탄약 적재 공간과 부조종수/차체 포수 좌석은 철거 폭약용 격실을 제공하기 위해 제거되었다. 이곳에는 "제너럴 웨이드" 26 lb (12 kg) 폭약과 최대 75 lb (34 kg)의 "벌집" 폭약이 보관되었다. 두 유형의 폭약은 수동으로 설치해야 했지만, AVRE 내부의 상대적 안전 지대에서 폭파할 수 있었다. 남은 공간에는 측면 해치 전후방에 "날아다니는 쓰레기통" 탄약을 위한 격실이 생성되었다.

### 처칠 VII AVRE
전후, 새로운 FV3903 처칠 AVRE는 처칠 VII 기본 차량을 사용하여 제작되었으며, 단포신 L9A1 165mm 철거포로 재무장되었다. 이 포는 64파운드(29kg)의 HESH탄을 발사했다.

### 센추리온 Mk 5 AVRE "AVRE 165"
FV4003 센추리온 Mk 5 AVRE. 단포신 L9A1 165mm 철거포로 무장한 이 차량은 1963년에 취역하여 처칠 AVRE를 대체했다. 이 차량은 나중에 주 무장에 따라 AVRE 165로 이름이 바뀌었다. 이 무장은 60파운드(29kg) HESH탄을 발사할 수 있었다.
차량 전면에는 도저 블레이드가 추가되었고, 지뢰 제거용 자이언트 바이퍼나 보급품용 기타 트레일러를 자주 견인했다. 큰 포탑 칸은 수납 공간을 제공했다. 도저 부착물은 FV4019 센추리온 Mk 5 불도저로 일반 전차에도 제공되었다.
센추리온 AVRE는 계속 사용되었고, 1991년 사막의 폭풍 작전을 위해 장갑이 강화되었다.

### 센추리온 Mk 12 AVRE "AVRE 105"
FV4203 센추리온 Mk 12 AVRE. 개조된 포병 관측소 차량으로, 재래식 105mm 로열 오드넌스 L7 강선포로 무장했으며, Mk 5의 도저 블레이드 대신 궤도 폭 지뢰 제거 쟁기가 장착되었다.

### 치프틴 AEV 및 FV4203 치프틴 AVRE
센추리온 AVRE의 대체는 AVRE 역할을 분담하는 두 가지 새로운 차량, 즉 치프틴 기갑 공병 차량 (포 장착)과 치프틴 기갑 공병 차량 (윈치 장착)에 의해 이루어질 예정이었다. 두 차량 모두 AVRE 기능 이상을 수행할 수 있는 다목적 차량이어야 했다.
- 치프틴 AEV (포 장착)는 철거포를 장착할 예정이었으나, 예산 제약으로 인해 설계 초기 단계에서 취소되었다.
- 치프틴 AEV (윈치 장착)는 계속 개발되었고 설계는 치프틴 ARV로 발전했으며, 1970년대 초반에 두 대의 포 없는 시제품 FV4203 치프틴 AVRE 차량이 제작되었다.[6]

FV4203 AVRE 차량은 AEV (윈치)를 기반으로 한 치프틴 ARV와 거의 동일했지만, 도저 블레이드/버킷, 전개 가능한 교량, 그리고 도로를 발사할 수 있는 능력이 추가되었다. 이 프로젝트는 경장갑 전투 공병 차량 (CET)으로 일반 공병 작업을 완료하고 센추리온 AVRE를 최전선에서 유지하는 방향으로 취소되었다.
FV4203 AVRE 시제품은 나중에 장갑 수리 및 회수 차량 (ARRV) 시험을 위해 개조되었다.

### 치프틴 "CHAVRE" AVRE

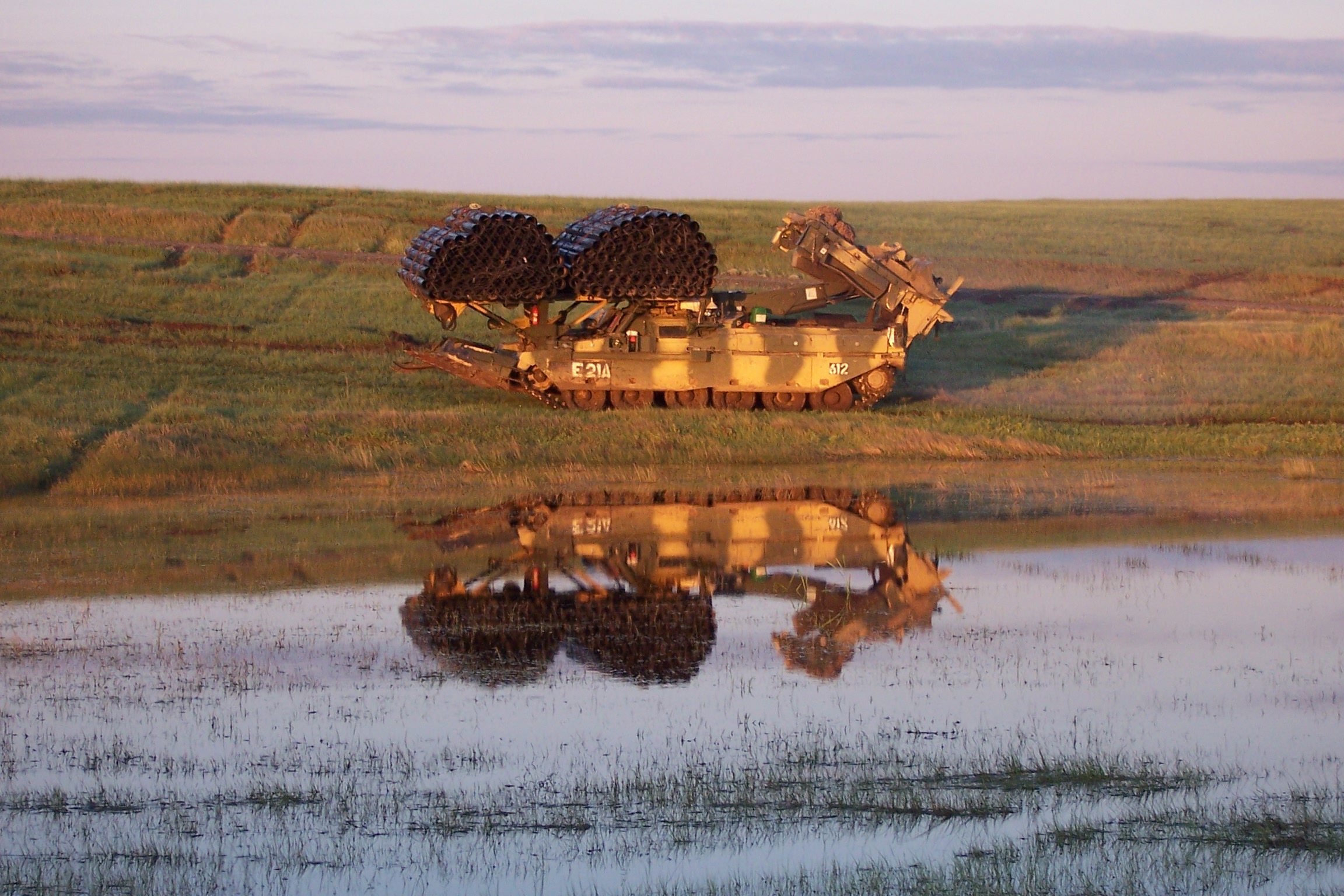
치프틴 "CHAVRE" AVRE

챌린저 1의 도입과 함께 센추리온 AVRE는 따라잡기 어려워졌고, 군사적 요구사항은 더 많은 수의 궤도 도로를 운반해야 했다. 잉여 치프틴 차량은 포탑을 제거하여 차량 중량을 줄임으로써 공병 보급품을 적재했을 때에도 향상된 기동성을 제공할 수 있었다. 포탑을 제거하면 6개의 클래스 60 궤도 도로 또는 3개의 파신을 차량 상단에 운반할 수 있었다.
치프틴 전차를 기반으로 한 "빌리히 치프틴 AVRE"는 1987년에 취역했다. 이 차량은 캡틴 D. 클레그 MBE RE가 설계했다. 12대의 차량은 왕립 공병대의 제32 장갑 공병 연대와 제21 공병 기지 작업장이 빌리히에 주둔한 Lt Col J.F. 존슨 RE의 지휘 아래 제작되었으며, 따라서 그 이름이 붙었다. 이 차량 중 일부는 제1차 걸프 전쟁에서 사용되었다.
1989년에는 추가로 48대의 차량을 개조하는 프로그램이 시작되었고, 시제품은 1991년에 도착했다. 치프틴 "CHAVRE" AVRE는 1994년에 취역했다. 비커스 디펜스 시스템즈에서 48대가 생산되었다. "CHAVRE" 명칭은 챌린저 ARRV "CRARRV"와 구별되는 치프틴 ARRV "CHARRV"와 유사했다.
각 CHAVRE는 공병 작업을 위한 10톤 윈치와 아틀라스 크레인을 제공했으며, 여러 개의 파신이나 보급품을 위한 상단 궤도 도로를 갖추었다. 또한 도저 블레이드나 지뢰 쟁기를 장착했다.
주 무장이 없는 CHAVRE는 처음에는 센추리온 AVRE와 함께 사용되었다.

### 트로잔

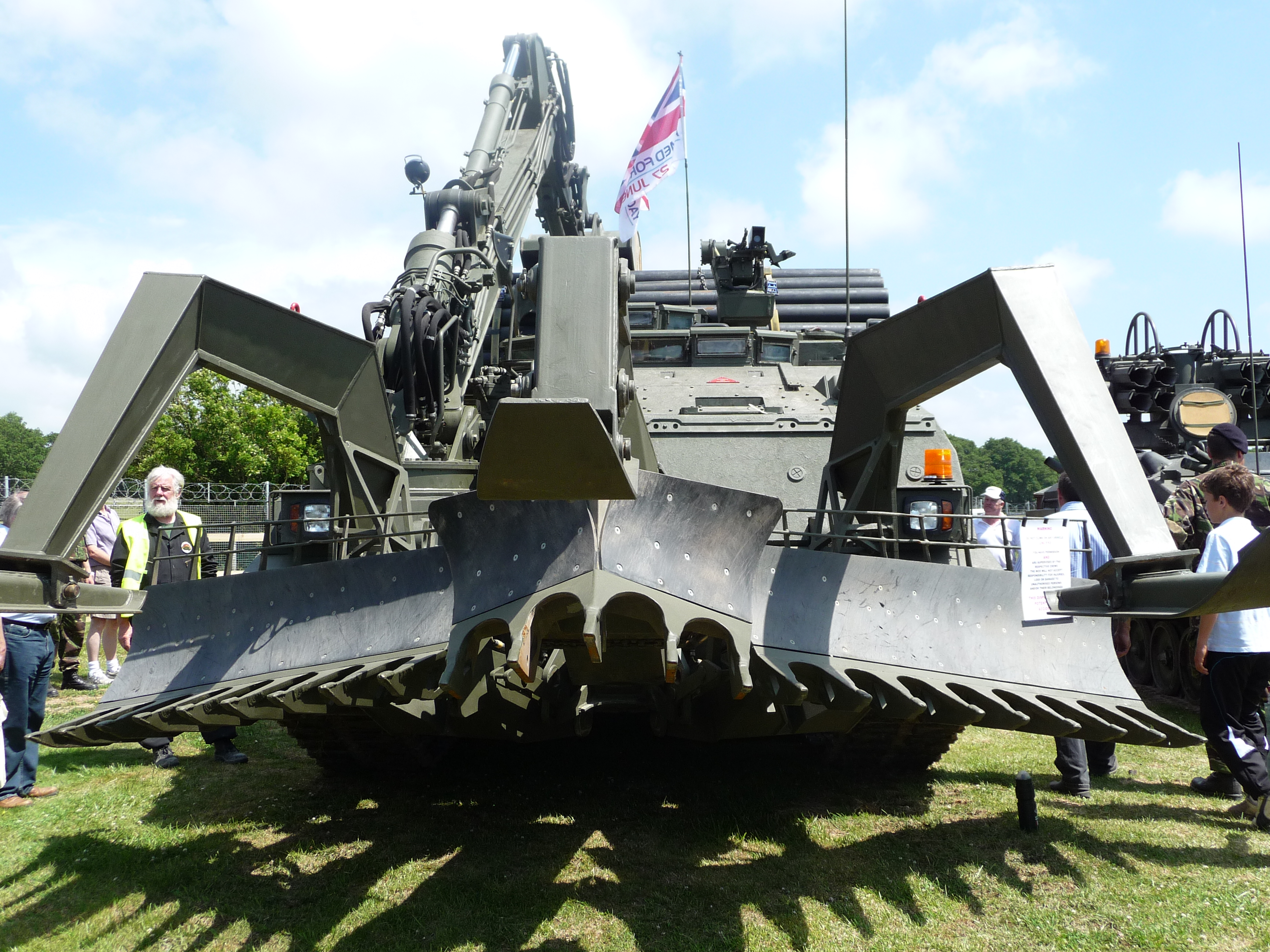
트로잔

AVRE 기능은 챌린저 2 차체를 기반으로 한 트로잔 전투 공병 차량(CEV)에 다른 기능과 결합되었다. 트로잔은 굴절식 굴착기 팔, 도저 블레이드, 그리고 파신을 위한 레일을 갖추고 있다. BAE 시스템스 랜드 시스템즈로부터 33대가 주문되었다.

## 작전 역사

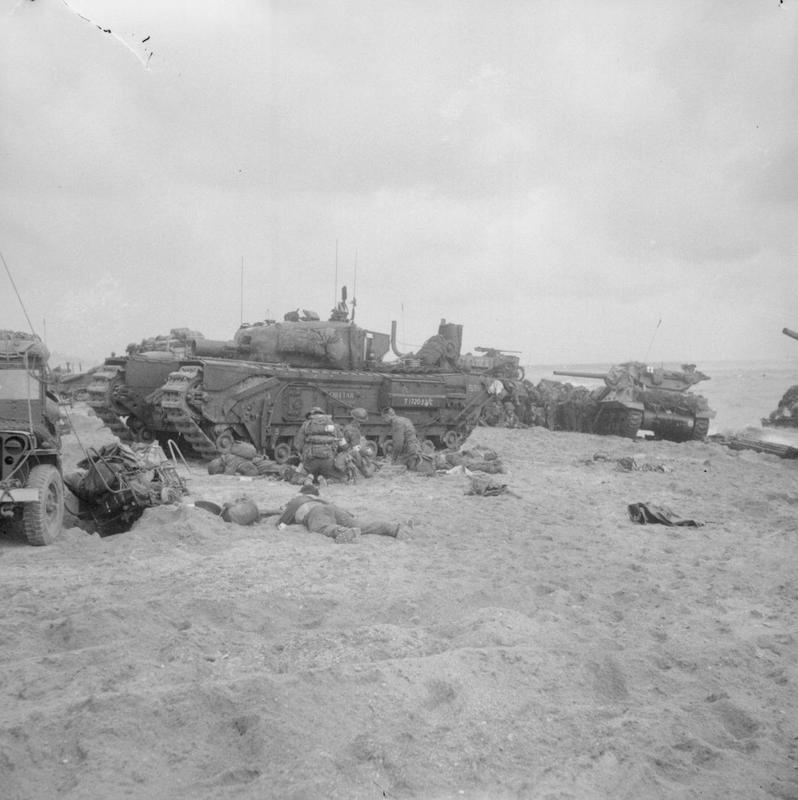
D-Day 상륙 작전 중 노르망디 해변의 AVRE

처칠 III 및 IV AVRE 차량은 D-Day 상륙 작전에서 방어선을 돌파하는 데 성공적으로 사용되었으며, 연합군의 나치 독일 진격 과정 내내 계속 사용되었다.
페타드 박격포의 장애물 및 요새 파괴 능력은 연합군의 진격에 매우 유용했으며, 대구경 포를 보는 것만으로도 많은 적들이 진지를 포기하게 만드는 사기적 효과를 가져왔다. AVRE 차량은 벙커 소탕을 위해 처칠 크로커다일 화염방사전차와 자주 협력했다. AVRE가 방어선을 파괴하면, 화염방사전차가 내부를 인화성 액체로 적셔 내부에 있는 사람들을 항복하게 만들었다.
센추리온 AVRE와 치프틴 CHAVRE 차량은 모두 1990년대 초 그랜비 작전에서 성공적으로 사용되었다.
센추리온 AVRE의 장기적인 사용으로 제2차 세계 대전 후반에 개발된 센추리온 전차는 영국 육군에서 가장 오래 복무한 군용 차량이 되었다.

## 부착물 및 기타 부품

### 철거

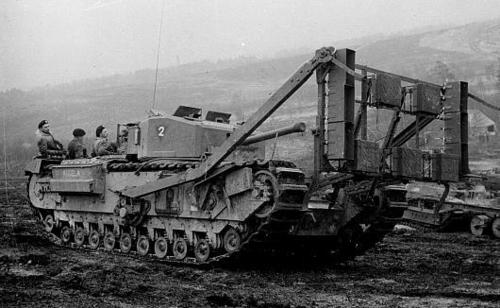
처칠 "더블 어니언" 전차는 최대 12피트 높이까지 철거 폭약을 설치할 수 있었다.

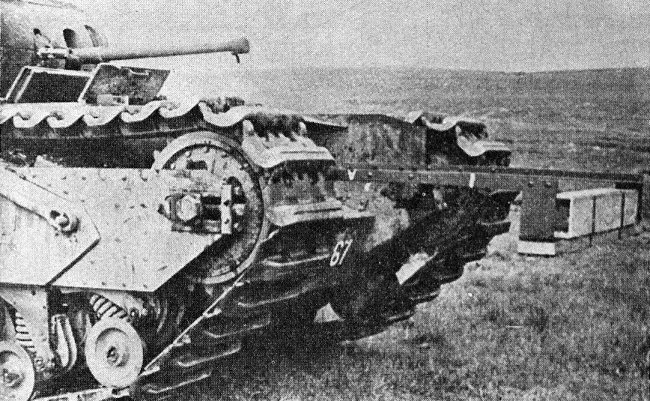
더블 어니언처럼 벽을 철거하는 데 사용된 라이트 캐럿 전차

캐럿은 차량 전면에서 돌출된 금속 프롱에 폭약을 제공했다. 이것들은 장애물까지 밀어붙여지고, 차량 내에서 발사될 수 있어 공병들이 장갑 차량 내부의 안전을 벗어날 필요가 없었다.
어니언은 캐럿 개념을 기반으로 하여 콘크리트 장애물에 더 큰 간극을 뚫기 위한 훨씬 더 큰 폭약 프레임을 제공했다.
고트는 어니언과 캐럿과 유사한 폭약 프레임을 제공했지만, 훨씬 더 많은 폭약을 운반할 수 있도록 수평으로 운반되었다. 이것은 전면에서 돌출된 프롱으로 해제되어, 차량에서 분리되기 전에 수직 위치로 회전할 수 있게 했다.

### 지뢰 제거

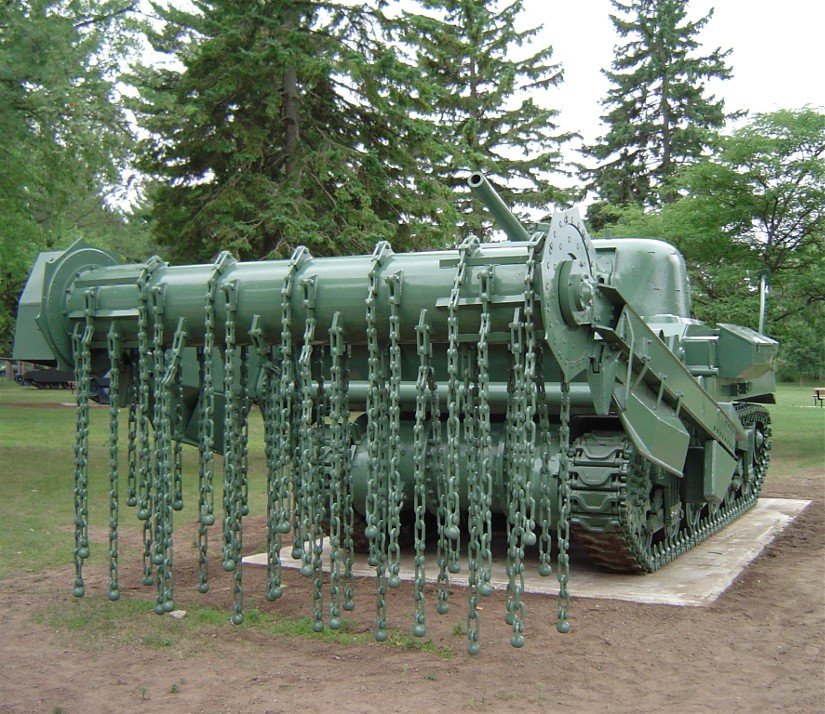
제2차 세계 대전 당시의 보존된 셔먼 크랩 – 플레일을 장착한 M4 셔먼 전차

제2차 세계 대전 중 셔먼 크랩은 제79 기갑 사단의 주요(그리고 가장 효과적인) 지뢰 제거 차량이었지만, AVRE는 이를 보완하기 위한 다양한 지뢰 제거 장치를 운반했다.
차선 표지 부착물은 AVRE의 측면에 장착되어 지뢰밭이나 정리된 지형을 통과하는 차선을 표시할 수 있었다. 셔먼 크랩과 유사하게 테이프와 조명을 모두 전개했다.
스네이크는 지뢰 제거 줄 폭약으로, 폭약으로 채워진 3인치 파이프 섹션으로 구성되어 지뢰밭을 가로질러 확장된 다음 폭파된다. 이 개념은 벵갈로어 어뢰와 유사하지만 스네이크는 훨씬 더 크다 – 스네이크 파이프는 AVRE 차량의 길이와 같으며, 개조된 AVRE의 궤도 가드에 여러 개의 파이프가 운반된다. 일단 더 긴 길이로 조립되면 스네이크는 AVRE에 의해 제 위치로 견인된 다음 지뢰밭을 가로질러 밀어질 수 있다. 스네이크는 밀었을 때 땅에 파고들지 않도록 성형된 끝을 만들었다. 폭발은 파이프 길이를 따라 지뢰를 파괴하여 지뢰밭을 가로지르는 큰 통로를 형성했다.
콩거는 스네이크와 유사한 장치로, AVRE 뒤에 견인되는 개조된 엔진 없는 유니버설 캐리어 내부에 운반되어 발사되는 로켓 추진식 유연한 튜브를 제공했다. 제 위치에 놓이면 호스는 부착된 로켓에 의해 지뢰밭을 가로질러 추진되었다. 튜브는 822C로 알려진 특수 니트로글리세린 기반 폭약으로 펌프 주입되었다. 이 장치는 D-Day 침공 작전 중에 사용되었지만, Explosie bij IJzendijke 이후 작전이 중단되었다. 다가오는 공격에 사용하기 위한 준비 중에, 1톤 이상의 822C가 두 대의 트럭에서 하역되던 중 폭발했다. 이 폭발로 인해 수많은 사상자가 발생했으며, 근처의 AVRE 4대가 파괴되었고, 트럭들은 "사라졌다".
자이언트 바이퍼는 트레일러와 미리 채워진 더 안전한 호스 및 폭약을 사용하는 콩거 개념의 전후 재작업이다. 센추리온 및 치프틴 AVRE(및 다른 차량)와 함께 사용되었으며, 이들과 함께 이라크 분쟁에서도 사용되었다. 이는 파이톤 지뢰밭 돌파 시스템으로 대체되었다.
대지뢰 쟁기는 접근로에 구덩이를 만들어 후속 차량이 통과할 수 없게 되는 것을 방지하기 위해 사용되었다. 여러 유형이 사용되었다. 이것들은 지뢰를 차량의 측면으로 밀어내어 나중에 보병 공병이 처리할 수 있도록 한다.
대안으로, 캐나다 불멸 로터 장치(CIRD)와 같은 지뢰 롤러는 차량과 유사한 지면 중량을 가하여 차량 앞에서 지뢰를 폭파시킬 수 있었다. 이것들은 폭발 시 장착대 위로 회전한 다음 다시 내려와 계속 작동했다.

### 궤도 및 도로

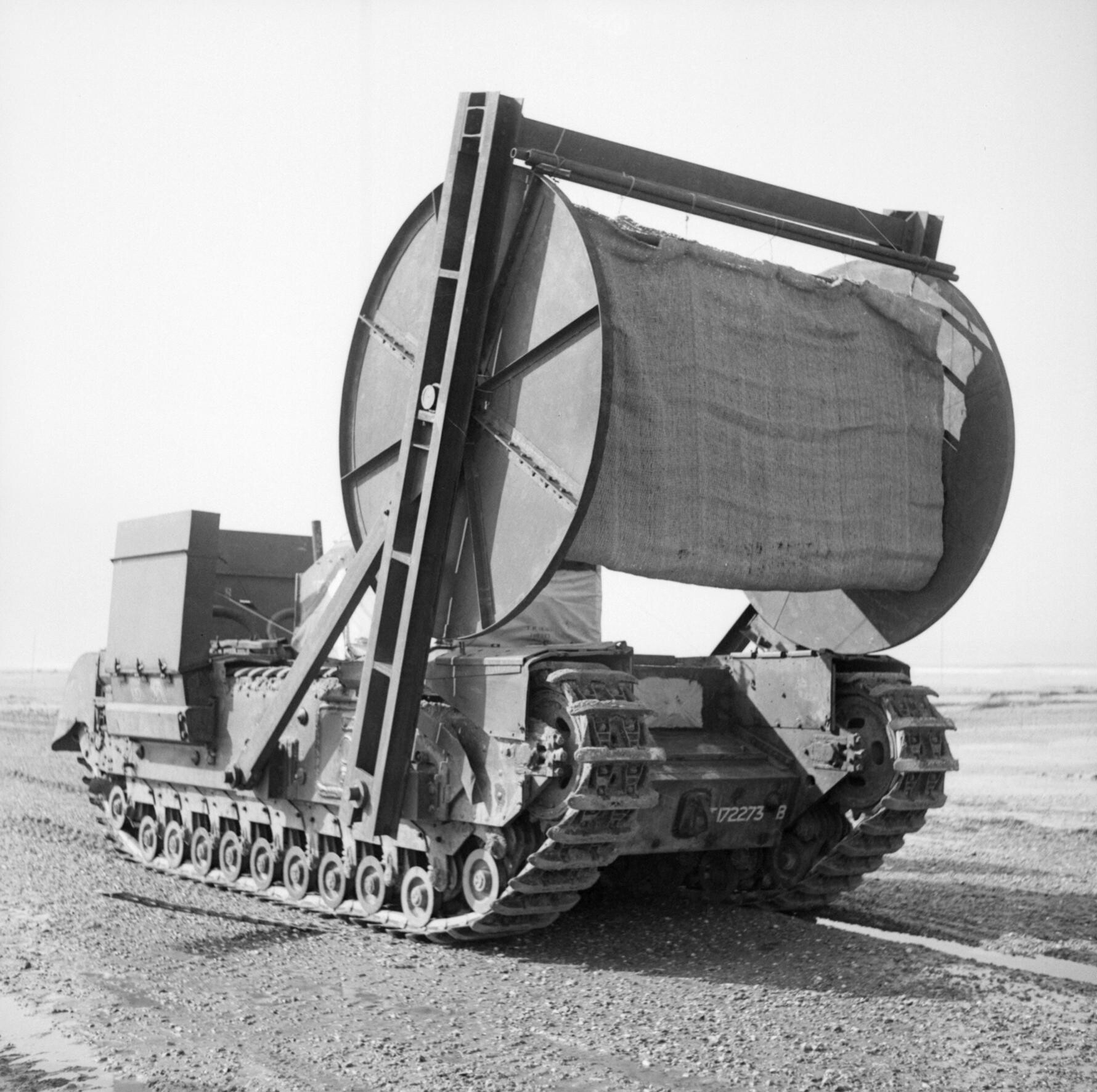
보빈을 장착한 처칠 AVRE

롤리-폴리와 보빈은 모두 AVRE 앞에 궤도 설치 롤을 제공하여 AVRE가 그 위를 운전하게 했다("카펫 깔기"로 알려짐). 이는 전차가 그렇지 않으면 가라앉을 수 있는 부드러운 지형 위에 도로를 제공했다. 롤리-폴리는 강철 롤러 셔터링을 사용했고, 보빈은 강화 직물 매트를 사용했다. 둘 다 D-Day에 사용되었다.
로그 카펫은 사슬로 연결된 통나무 형태로 대안을 제공했다. 이것은 AVRE 위에 지지대를 높여 평평하게 접혔고, 폭약을 사용하여 전면을 해제했다. 그러면 통나무 카펫은 통나무 하나하나씩 전차 앞에 떨어져, 무게로 인해 상단에서 더 많은 통나무가 끌려나왔다. 통나무는 튼튼했으며, 각 통나무는 길이 14피트, 지름 27인치였고 2인치 와이어 로프로 연결되었다. 이것은 적재에 어려움이 있었고, 로그 카펫 AVRE는 지상에서 통나무를 적재할 수 있도록 구덩이에 몰아넣어야 했다.
로그 카펫은 또한 부대의 LVT4 버팔로 수륙 양용 차량에도 장착될 수 있었으며, 특히 침수된 지형에서 효과적이었다.
클래스 30 및 클래스 60 궤도 도로는 1960년대 독일에서 광범위한 냉전 훈련 후에 개발된 후속 개발품으로, 롤리-폴리와 유사하다.

### 교량 및 간극 정리

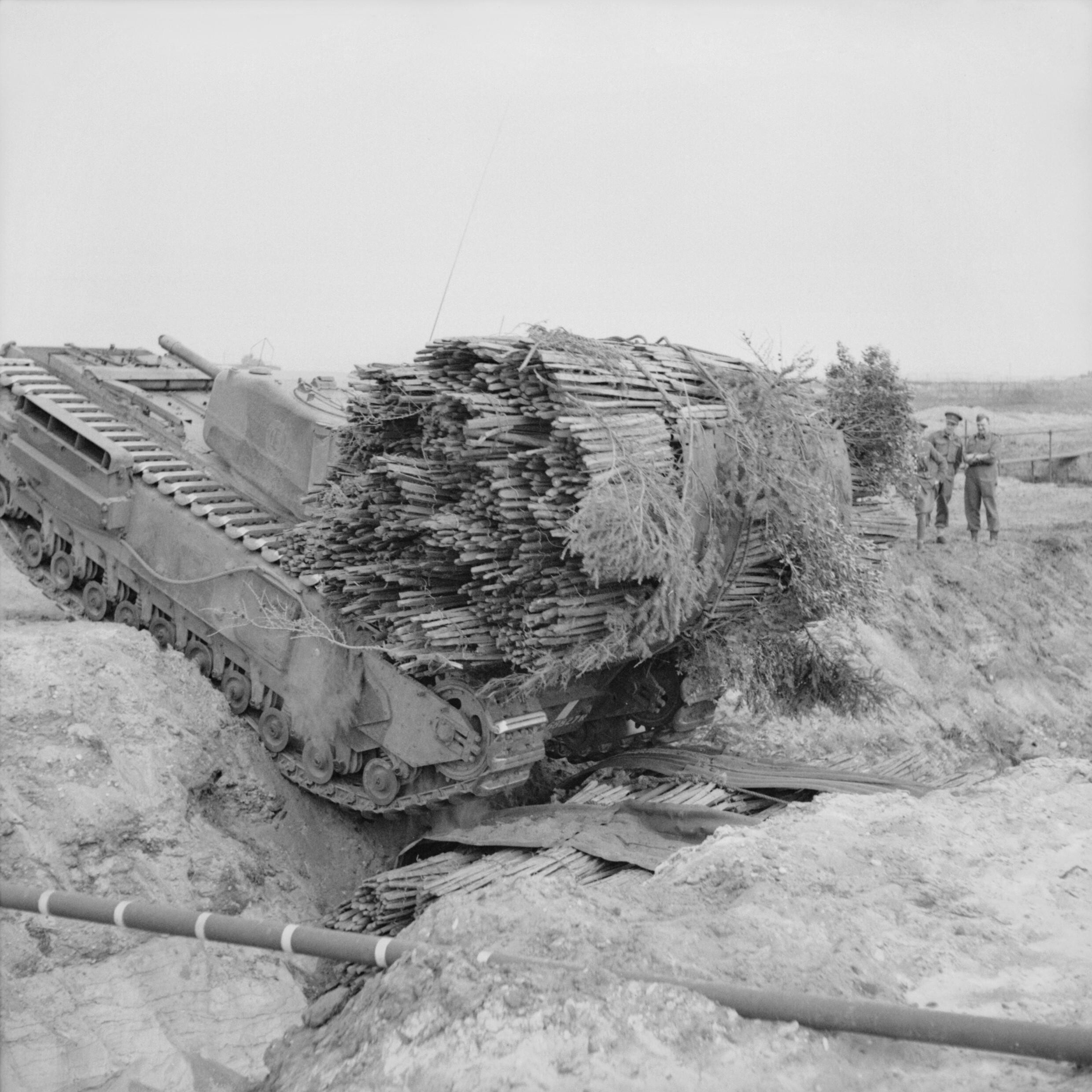
유사한 파신 위로 파신을 운반하는 AVRE

제2차 세계 대전 중, AVRE에는 포탑이 90도로 회전하는 동안 차량 전면에 파신을 운반할 수 있는 플랫폼이 제공되었다. 이것은 차량 내부에서 해제되어 간극과 도랑에 떨어져 전차(AVRE 자신을 포함하여)가 건너거나 능선 위로 올라갈 수 있게 했다.
AVRE는 또한 마운트와 지지대로 개조되어 전면 경사 장갑판에서 미리 조립된 소형 상자형 대들보 교량을 운반할 수 있었다. 이것은 전통적인 공병 교량과 유사하게 간극 위로 떨어뜨리거나 벽 위에 경사로를 제공하는 데 사용될 수 있었다. 나중에는 견인식 소형 상자형 대들보 교량도 개발되었으며, 돌격 중 더 먼 간극을 위해 베일리교를 통과할 수 있었다.
60피트 길이의 베일리교도 "스키드 베일리"로 밀어낼 수 있었으며, 선두 부분은 윈치로 약간 들어 올려 장애물을 극복했다. 이를 통해 더 큰 간극을 돌파할 수 있었다. 또한 베일리 이동 교량으로 시험 및 훈련이 수행되었는데, 이는 중앙에 궤도에 굴절된 150피트 길이의 교량을 제공했으며, 브라운 베일리는 두 대의 전차 사이에 140피트 길이의 베일리교를 운반하여 후방 AVRE가 전방 차량의 롤러 위로 교량을 발사했다.
전후에는 중간에 굴절되는 접이식 소형 상자형 대들보 교량도 개발되었다.
AVRE 교량은 목적과 운용자 모두에서 장갑 램프 운반차(ARK)와 구별된다. AVRE 교량은 ARK가 적절하지 않을 수 있는 전통적인 교량 활동을 왕립 공병대가 더 안전하게 수행할 수 있도록 AVRE를 활용한다. ARK는 단순히 진입하여 경사로 또는 더 작은 간극 교량을 신속하게 배치할 수 있도록 의도되었다. AVRE가 배치한 파신은 필요한 경우 ARK의 전면을 높이는 데 사용될 수 있었는데, 예를 들어 큰 해벽 앞에 사용되었다. 최근에는 ARK 차량이 왕립기갑군단에 의해 해당 임무를 수행하는 데 사용되었다.
장갑 차량 발사 교량(AVLB) 교량 설치 차량은 최근 몇 년간 AVRE 교량을 대체했지만, 더 작은 장애물에는 여전히 파신이 운반된다.

### AVRE 트레일러
장갑 썰매는 AVRE에 제공되었으며, 측면이 내려져 추가 공병 보급품을 차량으로 끌 수 있게 했다. 공병들은 같은 목적으로 유니버설 캐리어 또는 그 전신 차량을 기반으로 한 내부 제거 캐리어도 사용했다. 이것들은 엔진과 내부 부품이 제거되었고, 콩거와 같은 연결 장치를 사용하여 견인되었다.
전후, "트레일러, 화물, 7 1/2톤, 4륜, 센추리온 A.V.R.E."라는 명칭의 전용 AVRE 트레일러는 AVRE 뒤에서 험지 운반 능력을 제공했다.

## 관련 공병 차량
관련 차량은 전용 교량 및 지뢰 제거 기능을 제공하여 장갑 램프 운반차(ARK), 장갑 차량 발사 교량(AVLB), 그리고 지뢰 제거 플레일(로브스터, 크랩) 차량이 되었다. 

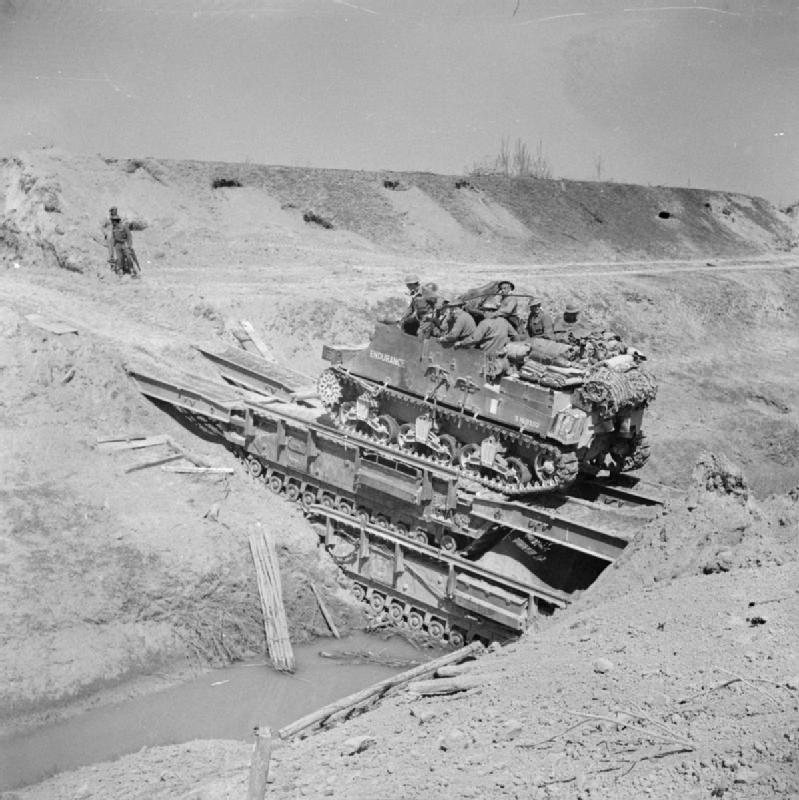
어려운 장애물을 횡단하는 2대의 처칠 ARK

### 배치된 차량 목록
마크 I 전차 중공병 전차 변형

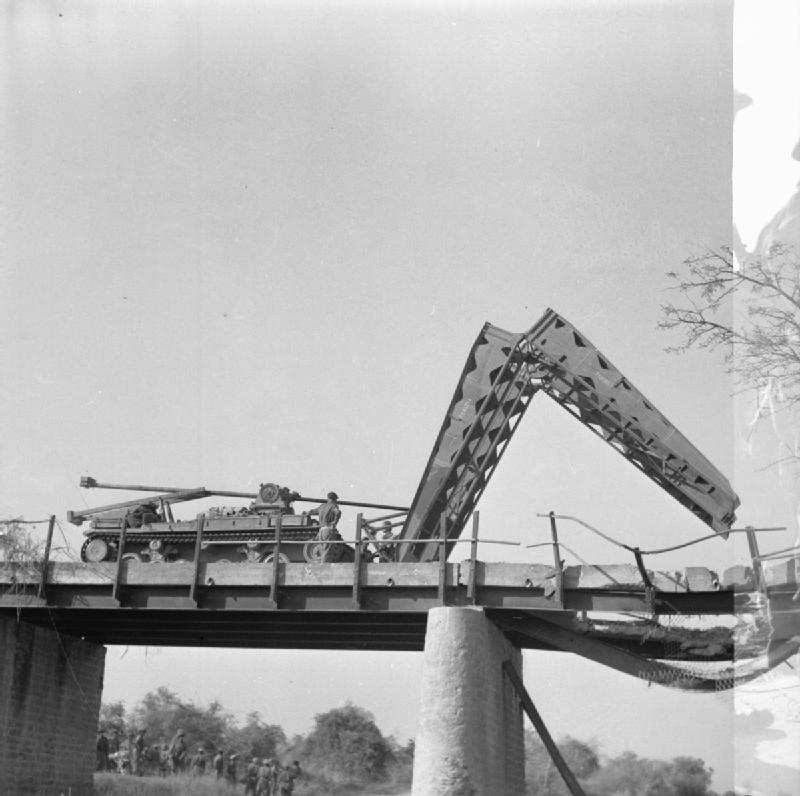
밸런타인 교량 설치 차량

- 교량 설치 차량, 마크 V 전차, 운하 수문 교량 포함
- 지뢰 제거 차량, 마크 V 전차, 지뢰 롤러 포함

경전차 Mk V
- 교량 설치 차량, 가위형 돌격 교량

코비넌터 전차
- 교량 설치 차량, 클래스 24 가위형 교량 배치

밸런타인 전차
- 밸런타인 Mk II, 클래스 30 가위형 교량 배치

FV180 전투 공병 차량 (CET)
- 143대가 공급되었으며,[18] 1977년에 취역하여 토목 기능을 제공했다.

쉴더 차량 발사식 산포 지뢰 시스템
- 기본적으로 BAE 시스템스 랜드 시스템즈의 스토머에 앨리언트 테크시스템스 볼케이노 지뢰 전달 시스템을 장착한 개조 차량으로, 30대가 인도되었다.[19][20][21]

챌린저 변형
- 타이탄 AVLB, 또한 챌린저 2 차체를 기반으로 한 타이탄 장갑차량 발사 교량, BAE 랜드 시스템즈로부터 33대 주문

테리어 CET
- FV180을 대체하기 위한 개발. 차량 설계에 상용 기성품 부품을 대폭 사용했으며, 캐터필러 구동계(C18 디젤 엔진 및 X300 시리즈 자동 변속기)와 굴착기가 포함된다. 또한 BAE 시스템스 CV90 프로그램의 합금 로드 휠을 사용한다. 테리어는 이전 모델의 알루미늄 합금 대신 강철로 장갑을 강화했다.[18]

## 같이 보기
- 호바트의 장난감
- 군용 공병 차량

## 참고

### 내용주
1. ↑  스피곳의 지름을 나타내는 "290mm"를 무기의 구경으로 29cm로 오인한 것이 페타드가 290mm라는 잘못된 주장의 원인일 수 있다. 측정값은 스피곳 290mm, 랜드 간 230mm, 그루브 간 240mm이며, 상품 두께는 20mm이다.

### 참고 자료
- Crusader and Covenanter Cruiser Tanks 1939–45, David Fletcher, Osprey Publishing, ISBN 1-85532-512-8
- The Encyclopedia of Weapons of World War Two, Editor Chris Bishop, Metro Books. ISBN 1-58663-762-2
- 《A.R.E. The Story of the 1st Assault Brigade Royal Engineers 1943 - 1945》. Brigade history, presented to members of the unit (영어). Self published by members of the unit at the end of World War 2. 1945.
- Hobart, Percy, Major General; Montgomery, Bernard, Field Marshal (1945). 《The Story of the 79th Armoured Division, October 1942 - June 1945》. Division history, presented to members of the unit. Self published by members of the unit at the end of World War 2.
- Chamberlain, Peter; Ellis, Chris (1971), 《The Churchill Tank, The story of Britain's most famous tank, 1939-1965》, London: Arms and Armour Press, ISBN 0-85368-042-6
- Futter, Geoffrey W. (1974). 《The Funnies, A history with scale plans of the 79th Armoured Division》. A Bellona Book. Hemel Hempstead, UK: Model and Allied Publications Ltd. ISBN 0-85242-405-1.
- 《Army Training Memorandum No.46》. Army Training Memoranda. 46, 1943. The War Office. 1943년 10월 16일.
- Hobart, Percy, Major General (July 1945). 《79th Armoured Division, Final Report, 1945》 Partizan Press, Nottingham, Engla, reprint판. Germany: British Army.
- Foss, Christopher (1992). 《Jane's AFV Recognition Handbook》. Printed by Butler & Tanner, London Seco판. Coulsdon, UK: 제인스 인포메이션 그룹. ISBN 0-7106-1043-2.
- Dunstan, Simon (2003). 《Chieftain Main Battle Tank 1965-2003》. New Vanguard 3 impression 2009판. Oxford, UK: Osprey Publishing. ISBN 978-1-84176-719-2.
- 《Service Instruction Book for Churchill III and IV, A.V.R.E. fitted with Mortar, Recoiling Spigot, Marks I and II》. Chilwell Catalogue no. 62/631 (영어) Fir판. War Department. March 1944.
- Francis, Ed (2022년 7월 7일), 《AVRE 230MM - FACT CHECKING》